# Día de los tres gobernadores
El día de los tres gobernadores es el nombre dado al 20 de junio de 1820, cuando el poder ejecutivo de Buenos Aires fue ejercido por tres personas  :  Ildefonso Ramos Mejía, Miguel Estanislao Soler y el propio Cabildo de Buenos Aires, pues en ese día el gobernador y Capitán General Ramos Mejía renuncia asumiendo la autoridad el Cabildo y este nombra al General Soler .
Ese mismo día moría, por otra parte, a las siete de la mañana, el general Manuel Belgrano. En el año 1938 Argentina declaró el 20 de junio como Día de la Bandera, en homenaje a Belgrano, quien creara la bandera en 1812 durante la guerra de la Independencia